# Volgadraco
Volgadraco – rodzaj późnokredowego pterozaura, którego szczątki odnaleziono w południowo-zachodniej Rosji, w osadach należących do formacji Rybushka, znajdującej się w Obwodzie Saratowskim. Jego nazwa oznacza "smoka znad Wołgi". Nazwa gatunkowa honoruje radzieckiego naukowca N. N. Bogolyubova, który pierwszy opisał szczątki pterozaura z Rosji w 1914 roku. Autorzy opisu zaznaczyli, że z całą pewnością nie jest to młodszy synonim bogolubowii.
Został odnaleziony w morskich osadach datowanych na wczesny kampan. Razem z nim odnaleziono szczątki plezjozaurów i mozazaurów. Na materiał składają się: część żuchwy (holotyp), kilka kręgów szyjnych oraz cztery połączone kręgi piersiowe. Gad ten został zaliczony do rodziny Azhdarchidae, która była dominującą w późnej kredzie. Porównując długość dzioba do pokrewnych gatunków naukowcy doszli do wniosku, że Volgadraco był pośrednich rozmiarów między wcześniejszymi rodzajami z przełomu turonu i santonu (Azhdarcho, Bakonydraco), a mastrychckimi gigantami (Quetzalcoatlus).

## Gatunki
V. bogolubovi (Averianov, Arkhangelsky i Pervushov, 2008) (typowy)